# Ad Astra
Ad Astra is een Amerikaanse sciencefictionfilm uit 2019 onder regie van James Gray. De hoofdrollen worden vertolkt door Brad Pitt, Tommy Lee Jones, Ruth Negga en Donald Sutherland.

## Verhaal
Het zonnestelsel wordt getroffen door een reeks mysterieuze en krachtige stroomstoten. De situatie is een bedreiging voor de mens en dus besluit de U.S. Space Command (SpaceCom) om majoor Roy McBride op pad te sturen om het mysterie te onderzoeken. McBride, zoon van de gerenommeerde astronaut H. Clifford McBride, krijgt van SpaceCom te horen dat de stroomstoten te maken hebben met het Lima-project. Het Lima-project bestond uit een groep astronauten die aan de grenzen van het zonnestelsel speurden naar een teken van buitenaards intelligent leven. Het project werd geleid door zijn vader Clifford, die met zijn ruimteschip de planeet Neptunus bereikte, maar nadien zestien jaar lang niets meer van zich liet horen. Roy, die te horen krijgt dat zijn vader mogelijk nog leeft, aanvaardt de missie van SpaceCom en is bereid om naar de planeet Mars te reizen om er contact te leggen met zijn vader. 
Roy reist eerst met een commerciële ruimtevlucht naar de Maan. Tijdens zijn reis krijgt hij het gezelschap van kolonel Pruitt, een oud-collega van zijn vader. De twee worden door Amerikaanse militairen geëscorteerd naar de basis van SpaceCom, die zich bevindt aan de achterzijde van de Maan. Om de basis te bereiken rijden ze met ruimtevoertuigen over het Maanoppervlak. Tijdens hun tocht worden ze belaagd door een groep piraten. Een deel van de escort wordt uitgeschakeld. Roy en Pruitt weten te overleven, maar niet zonder kleerscheuren. Pruitt kan zijn reis niet voortzetten.
Roy vertrekt met het ruimteschip Cepheus naar Mars. De bemanning van het schip ontvangt onderweg een noodsignaal van Vesta IX, een Noors ruimtestation dat aan biomedisch onderzoek doet. Roy wil niet op het noodsignaal reageren, maar legt zich uiteindelijk neer bij de eis van de Cepheus-leiding om het station toch te hulp te snellen. Roy en Tanner, de kapitein van de Cepheus, betreden het ruimtestation, waar het lijkt alsof er geen bemanning aan boord is. Ze splitsen zich op, waarna Roy ontdekt dat Tanner werd gedood door een ontsnapte baviaan die in het ruimtestation gebruikt werd om experimenten op uit te voeren. Roy weet de baviaan af te zonderen en te doden, waarna hij met het lijk van de kapitein terugkeert naar de Cepheus. Roy blijft rustig en schijnbaar apathisch onder de omstandigheden, maar in een psychologische evaluatie geeft hij toe woede te voelen.
Een nieuwe, mysterieuze stroomstoot zorgt ervoor dat de Cepheus enkel handmatig kan landen op Mars. Stanford, de interim-kapitein van het schip, bezwijkt onder de druk, waarna Roy de leiding over het schip overneemt en de Cepheus veilig laat landen. Op Mars wordt Roy naar een ondergrondse basis van SpaceCom geleid. Daar ontmoet hij directeur Helen Lantos en begint hij met het opnemen van audioboodschappen voor zijn vader. Tijdens een van de opnames wijkt Roy van het SpaceCom-script af en spreekt hij een emotionele boodschap in. Even later krijgt hij te horen dat hij door zijn persoonlijke betrokkenheid een gevaar vormt voor zichzelf en de missie. Roy beseft dat hij buitenspel gezet wordt door SpaceCom en leidt uit de lichaamstaal van de SpaceCom-medewerkers terecht af dat zijn vader gereageerd heeft op zijn emotionele boodschap. 
Roy wordt door SpaceCom vervolgens afgezonderd in een kamer. Daar krijgt hij bezoek van Helen Lantos. Ze vertelt dat ze op Mars geboren is en dat ook haar ouders deel uitmaakten van het Lima-project. Vervolgens legt ze uit dat Roy's vader de bemanningsleden van het Lima-project vermoord heeft omdat ze muiterij pleegden en wilden terugkeren naar de Aarde. Ze onthult ook dat de bemanning van de Cepheus zonder hem zal vertrekken met als doel het Lima-project volledig te vernietigen via een nucleaire aanval. Roy wil zelf de confrontatie met zijn vader aangaan en krijgt hulp van Helen om stiekem aan boord te geraken van de Cepheus. Roy betreedt het ruimteschip, maar de bemanning krijgt meteen de opdracht om hem uit te schakelen. Het komt tot een gevecht waarbij alle bemanningsleden om het leven komen. Roy reist vervolgens in zijn eentje naar Neptunus. Tijdens zijn lange en mentaal zware tocht blikt Roy terug op zijn relatie met zijn vader en zijn echtgenote Eve, van wie hij al een tijdje vervreemd is.
Na enkele eenzame weken in de ruimte arriveert Roy in de buurt van het ruimteschip van zijn vader. Hij probeert het schip te betreden via een ruimtecapsule van de Cepheus, maar slaagt er niet in om de capsule met succes aan het schip te koppelen. Roy betreedt het schip vervolgens via een andere weg, terwijl zijn capsule wegdrijft in de ruimte.
In het schip vindt Roy de lichamen van de overleden bemanning terug. Alvorens zijn vader te confronteren, installeert hij de nucleaire bom die hij bij zich heeft. Hij ontdekt ook dat de mysterieuze stroomstoten afkomstig zijn van de antimaterie-krachtbron van het schip. De krachtbron werd beschadigd tijdens de muiterij van de bemanning. Na de muiterij besloot Clifford om de missie in zijn eentje voort te zetten, want hij weigerde de hoop op buitenaards intelligent leven op te geven.
Roy wil Clifford terug naar de Aarde brengen. Alvorens ze het schip verlaten, activeert Roy de nucleaire bom. Aan de buitenzijde van het schip begint Clifford zich plots te verzetten. Hij trekt aan het koord waarmee hun ruimtepakken aan elkaar bevestigd zijn, waardoor ze beiden van het schip wegdrijven in de ruimte. De twee worstelen met elkaar, waarna Clifford smeekt om hem achter te laten. Met tegenzin maakt Roy het koord los en ziet hij hoe zijn vader wegdrijft in het oneindige. Nadien weet Roy zich terug naar het schip van zijn vader te begeven. Daar maakt hij aan de buitenzijde een plaat los die hij vervolgens gebruikt om zich te beschermen terwijl hij door de planetaire ring van Neptunus zweeft richting de Cepheus. Vervolgens gebruikt hij de explosie van de nucleaire bom om de Cepheus te lanceren richting de Aarde.
De informatie die tijdens het Lima-project verworven werd, impliceert dat de mensheid het enige intelligente leven is in het universum. Dit inspireert Roy om de band met zijn echtgenote Eve opnieuw te versterken.

## Rolverdeling
| Acteur            | Personage                        |
| ----------------- | -------------------------------- |
| Brad Pitt         | majoor Roy R. McBride            |
| Tommy Lee Jones   | commandant H. Clifford McBride   |
| Ruth Negga        | directeur Helen Lantos           |
| Liv Tyler         | Eve McBride                      |
| Donald Sutherland | kolonel Thomas F. Pruitt         |
| Loren Dean        | eerste luitenant Donald Stanford |
| Kimberly Elise    | luitenant Lorraine Deavers       |
| Bobby Nish        | luitenant Franklin Yoshida       |
| Donnie Kesahwarz  | kapitein Lawrence Tanner         |
| Sean Blakemore    | luitenant Willie Levant          |
| LisaGay Hamilton  | adjudant-generaal Amelia Vogel   |
| John Finn         | brigadier-generaal Stroud        |
| John Ortiz        | luitenant-generaal Rivas         |
| Freda Foh Shen    | kapitein Lu                      |
| Ravi Kapoor       | Arjun Dhariwal                   |
| Greg Bryk         | Chip Garnes                      |
| Alyson Reed       | Janice Collins                   |
| Natasha Lyonne    | Tanya Pincus                     |

## Productie

### Ontwikkeling
In mei 2013 raakte bekend dat James Gray een sciencefictionthriller zou schrijven en regisseren voor het in Brazilië gevestigde productiebedrijf RT Features en werd Ethan Gross aangekondigd als coscenarist. In de daaropvolgende maanden omschreef de regisseur het project als "mythisch" en "zeer Campbelliaans". Daarnaast vergeleek hij het verhaal met Heart of Darkness en beweerde hij geïnspireerd te zijn door het verhaal dat NASA op zoek was naar mensen die emotioneel onderontwikkeld waren voor een ruimtereis naar Mars. In 2014 onthulde Gray dat hij een eerste versie van het script geschreven had onder de titel Ad Astra.

### Casting
In februari 2017 stelde Paramount Pictures de sequel van World War Z uit, waardoor hoofdrolspeler Brad Pitt de kans kreeg om aan andere filmprojecten mee te werken. De acteur werd vervolgens aan Ad Astra gelinkt. In april 2017 bevestigde Gray dat Pitt de hoofdrol zou vertolken in zijn sciencefictionfilm. Gray had de acteur eerder al proberen te strikken voor The Lost City of Z (2016) en The Gray Man, een project dat uiteindelijk niet verfilmd werd.
In juni 2017 werd Tommy Lee Jones gecast als de vader van Pitts hoofdpersonage. Twee maanden later werd de cast uitgebreid met Ruth Negga, John Finn, Donald Sutherland en Jamie Kennedy.

### Opnames
De opnames gingen midden augustus 2017 van start in Santa Clarita (Californië) en eindigden begin november 2017. Verder werd er ook gefilmd in Baker en aan Union Station in Los Angeles.
De achtervolging met ruimtevoertuigen op de Maan werd gefilmd in Death Valley. Achteraf werd het woestijnlandschap van de vallei met digitale animatie omgevormd tot een maanlandschap.

## Release
De première van de film was oorspronkelijk gepland voor 11 januari 2019. Door het veelvuldig gebruik van visuele effecten duurde de postproductie echter langer dan gepland, waardoor de première vervolgens werd uitgesteld naar 24 mei 2019. In de tussentijd werd distributeur 20th Century Fox door Disney overgenomen, waardoor ook de nieuwe releasedatum in gevaar kwam. Ondanks geruchten dat de film op het filmfestival van Cannes in première zou gaan, werd ook de release in mei 2019 niet gehaald.
Ad Astra ging uiteindelijk op 29 augustus 2019 in première op het filmfestival van Venetië. De Amerikaanse release volgde op 20 september 2019. In België en Nederland werd de film op respectievelijk 18 en 19 september 2019 uitgebracht.